# Mốc sự kiện cuộc chạy đua vào không gian

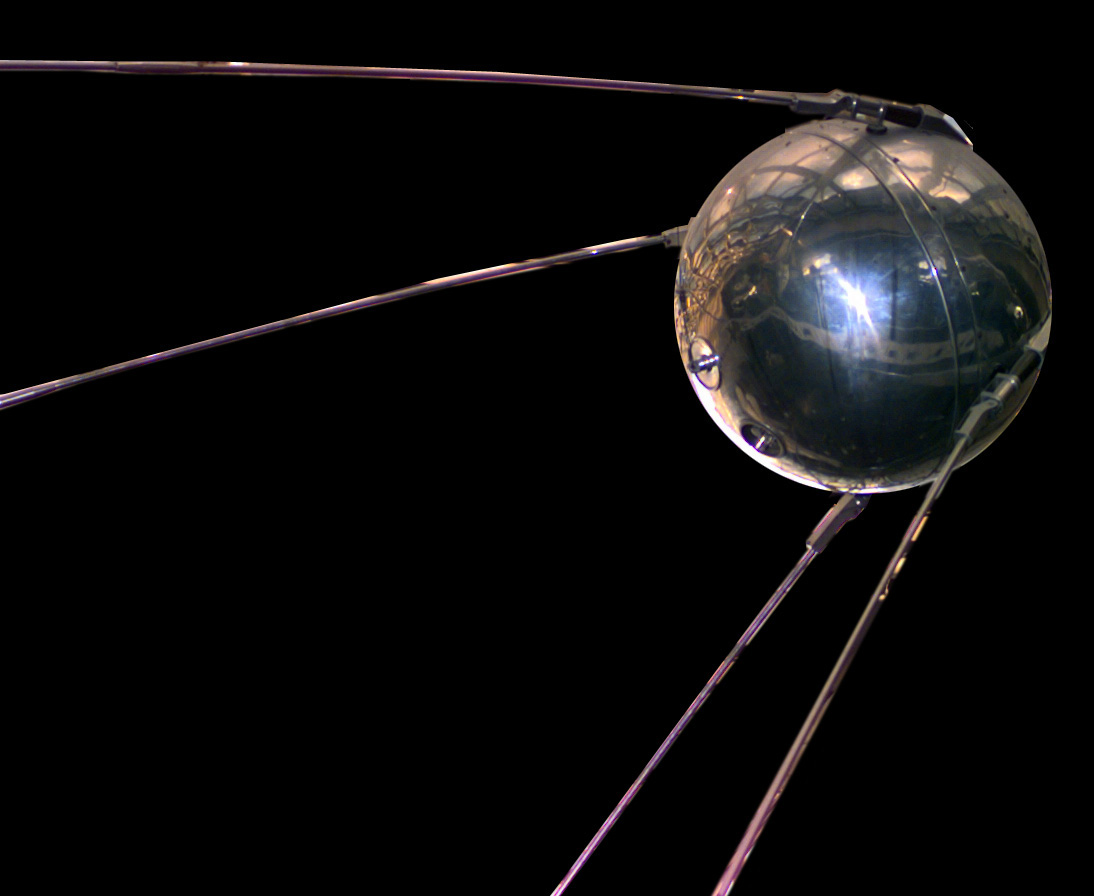
Liên Xô phóng thành công vệ tinh nhân tạo đầu tiên-Sputnik 1, tháng 10 năm 1957

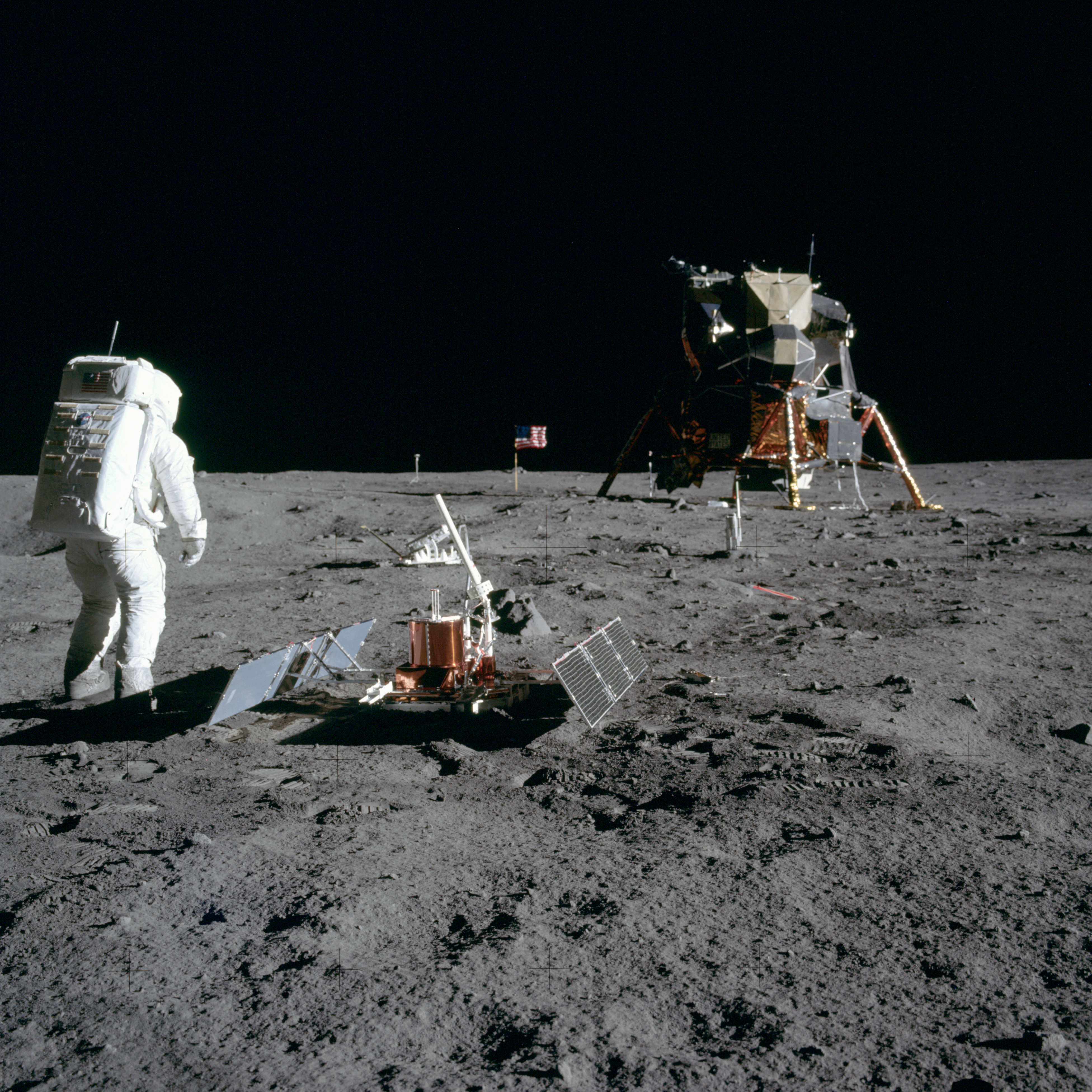
Phi hành gia người Mỹ Buzz Aldrin và Neil Armstrong (đằng sau camera) trở thành người đầu tiên đặt chân lên Mặt trăng 20/7/1969.

Đây là bảng ghi các mốc sự kiện, những thành công và những thất bại trong cuộc chạy đua vào không gian trải dài suốt Chiến tranh Lạnh. Ngày 29/7/1955, Mỹ tuyên bố sẽ phóng vệ tinh nhân tạo vào Năm vật lý địa cầu quốc tế (1/7/1957 đến 31/12/1958). Bốn ngày sau, Liên Xô cũng tuyên bố tương tự. Sau khi Liên Xô và Mỹ tổ chức sứ mệnh bay kết hợp phi hành đoàn Apollo-Soyuz vào tháng 7 năm 1975, cuộc cạnh tranh trong lĩnh vực không gian vẫn tiếp tục, nhưng chuyển từ tính cạnh tranh gay gắt sang hợp tác, đặc biệt là sau khi Liên Xô tan rã và chiến tranh lạnh kết thúc vào ngày 26 tháng 12 năm 1991.

## 1957–1960
| Ngày                     | Sự kiện | USSR         | US                      |
| ------------------------ | --- | ------------ | ----------------------- |
| 21/8/1957                | Tên lửa liên lục địa đầu tiên được đưa vào trang bị từ tháng 9 năm 1957                                               | R-7 Semyorka |                         |
| 4/10/1957                | Vệ tinh nhân tạo đầu tiên Tín hiệu đầu tiên truyền về từ không gian                                                   | Sputnik 1    |                         |
| 3 tháng 11 năm 1957      | Chú chó đầu tiên lên quỹ đạo (Laika)                                                                                  | Sputnik 2    |                         |
| 17 tháng 12 năm 1957     | Mỹ chế tạo thành công tên lửa liên lục địa đầu tiên                                                                   |              | SM-65A Atlas            |
| 31 tháng 1 năm 1958      | Mỹ phóng vệ tinh đầu tiên, phát hiện ra vành đai bức xạ Van Allen                                                     |              | Explorer 1-ABMA         |
| 17 tháng 3 năm 1958      | Vệ tinh năng lượng mặt trời đầu tiên                                                                                  |              | Vanguard 1-NRL          |
| 18 tháng 12 năm 1958     | Vệ tinh liên lạc đầu tiên                                                                                             |              | Project SCORE-ABMA      |
| 2 tháng 1 năm 1959       | Động cơ tên lửa đầu tiên khởi động lại trên quỹ đạo Trái đất Vệ tinh đầu tiên phát hiện sự hiện diện của gió mặt trời | Luna 1       |                         |
| 4 tháng 1, 1959          | Vệ tinh nhân tạo đầu tiên đi vào quỹ đạo nhật tâm                                                                     | Luna 1       |                         |
| 17 tháng 2 năm 1959      | Vệ tinh thời tiết đầu tiên của loài người.                                                                            |              | Vanguard 2-NASA (NRL)1  |
| 28 tháng 2 năm 1959      | Vệ tinh đầu tiên trên quỹ đạo địa cực                                                                                 |              | Discoverer 1-USAF/ARPA  |
| Ngày 25 tháng 6 năm 1959 | Vệ tinh do thám trang bị camera đầu tiên được phóng lên quỹ đạo (nhưng không thành công)                              |              | Discoverer 4-USAF/ARPA  |
| 7 tháng 8 năm 1959       | Bức ảnh đầu tiên chụp Trái đất từ trên quỹ đạo                                                                        |              | Explorer 6-NASA         |
| 14 tháng 9 năm 1959      | Thực hiện thành công cú va chạm với Mặt trăng                                                                         | Luna 2       |                         |
| 7 tháng 10 năm 1959      | Bức ảnh đầu tiên chụp mặt khuất của Mặt trăng                                                                         | Luna 3       |                         |
| 1 tháng 4 năm 1960       | Vệ tinh thời tiết truyền hình ảnh đầu tiên                                                                            |              | TIROS-1-NASA            |
| 11 tháng 8 năm 1960      | Vệ tinh đầu tiên được phục hồi nguyên vẹn trên quỹ đạo                                                                |              | Discoverer 13-USAF/ARPA |
| 12 tháng 8 năm 1960      | Vệ tinh liên lạc thụ động đầu tiên                                                                                    |              | Echo 1A-NASA            |
| 18 tháng 8 năm 1960      | Thu hồi thành công film chụp từ vệ tinh gián điệp Corona                                                              |              | Discoverer 14-USAF/ARPA |
| Ngày 19 tháng 8 năm 1960 | Belka và Strelka trở thành 2 chú chó đầu tiên sống sót sau khi trở về từ không gian.                                  | Sputnik 5    |                         |

1Dự án Vanguard đã được chuyển từ NRL sang cho NASA phụ trách ngay trước khi phóng.

## 1961–1969
| Date                      | Event | USSR                                                      | US                        |
| ------------------------- | --- | --------------------------------------------------------- | ------------------------- |
| Ngày 31 tháng 1 năm 1961  | Chú linh trưởng đầu tiên đi vào không gian. |                                                           | Mercury-Redstone 2        |
| Ngày 12 tháng 2 năm 1961  | Lần đầu tiên đưa tàu vũ trụ vào quỹ đạo nhật tâm. Lần đầu tiên chỉnh hướng tàu vũ trụ ở giữa hành trình. Lần đầu thực hiện ổn định vệ tinh bằng chuyển động quay.                             | Venera 1                                                  |                           |
| Ngày 12 tháng 4 năm 1961  | Yuri Gagarin bay vào không gian | Vostok 1                                                  |                           |
| Ngày 5 tháng 5 năm 1961   | Tàu vũ trụ đầu tiên do con người điều khiển bay vào vũ trụ (Alan Shepard) Ông cũng là người đầu tiên điều khiển tàu hạ cánh do đó đây là chuyến bay vũ trụ hoàn chỉnh theo định nghĩa của FAI |                                                           | Freedom 7                 |
| Ngày 19 tháng 5 năm 1961  | Lần đầu tiên tàu vũ trụ bay qua một hành tinh (Sao Kim) | Venera 1                                                  |                           |
| 6 tháng 8, 1961           | Phi hành đoàn đầu tiên bay trọn thời gian 1 ngày | Vostok 2, Gherman Titov                                   |                           |
| 20 tháng 2 năm 1962       | John Glenn trở thành phi hành gia người Mỹ đầu tiên bay vào quỹ đạo |                                                           | Friendship 7              |
| 7 tháng 3 năm 1962        | Trạm quan sát Mặt trời đầu tiên trên quỹ đạo |                                                           | OSO-1-NASA                |
| Ngày 26 tháng 4 năm 1962  | Tàu vũ trụ đầu tiên thực hiện va chạm ở mặt khuất của Mặt trăng. |                                                           | Ranger 4-NASA             |
| Ngày 26 tháng 4 năm 1962  | Vệ tinh nhân tạo đầu tiên của Anh được đưa lên quỹ đạo khiến Anh là nước thứ 3 sau Liên Xô và Mỹ có vệ tinh nhân tạo (được phóng nhờ Mỹ)                                                      | United Kingdom — Ariel 1                                  | United Kingdom — Ariel 1  |
| 10 tháng 7 năm 1962       | Vệ tinh viễn thông đầu tiên đi vào hoạt động |                                                           | Telstar-AT&T              |
| 12 tháng 8 năm 1962       | 2 chuyến bay cùng lúc của hai phi hành đoàn trên hai tàu vũ trụ khác nhau nhằm kiểm tra kết nối radio giữa hai tàu vũ trụ.                                                                    | Vostok 3 / Vostok 4, Andriyan Nikolayev và Pavel Popovich |                           |
| 14 tháng 12 năm 1962      | Lần đầu tiên một vệ tinh của Mỹ bay qua sao Kim |                                                           | Mariner 2-NASA            |
| 16 tháng 6 năm 1963       | Người phụ nữ đầu tiên bay vào không gian (Valentina Tereshkova) Phi hành gia dân sự đầu tiên                                                                                                  | Vostok 6                                                  |                           |
| 19 tháng 6 năm 1963       | Kỷ lục thời gian bay trong vũ trụ được lập-5 ngày | Vostok 5                                                  |                           |
| 19 tháng 7 năm 1963       | Tàu vũ trụ có người lái đầu tiên có khả năng tái sử dụng và phi thuyền vũ trụ đầu tiên X-15 (chuyến bay dưới quỹ đạo)                                                                         |                                                           | X-15 Flight 90-NASA       |
| 26 tháng 7 năm 1963       | Vệ tinh đồng bộ địa lý đầu tiên |                                                           | Syncom 2-NASA             |
| 5 tháng 12 năm 1963       | Hệ thống định vị vệ tinh đầu tiên ra đời |                                                           | NAVSAT-USN                |
| 19 tháng 8 năm 1964       | Vệ tinh địa tĩnh đầu tiên |                                                           | Syncom 3-NASA             |
| 12 tháng 10 năm 1964      | Phi hành đoàn gồm 3 phi hành gia đầu tiên | Voskhod 1                                                 |                           |
| 18 tháng 3 năm 1965       | Cuộc đi bộ ngoài không gian đầu tiên | Voskhod 2                                                 |                           |
| 23 tháng 3 năm 1965       | Lần đầu tiên một tàu vũ trụ có người lái thực hiện động tác thay đổi quỹ đạo |                                                           | Gemini 3-NASA             |
| Ngày 3 tháng 6 năm 1965   | Phi hành gia người Mỹ đầu tiên đi bộ ngoài không gian |                                                           | Gemini 4-NASA             |
| 14 tháng 7 năm 1965       | Vệ tinh đầu tiên bay ngang qua sao Hỏa |                                                           | Mariner 4-NASA            |
| 29 tháng 8, 1965          | Kỷ lục mới-8 ngày trên quỹ đạo |                                                           | Gemini 5-NASA             |
| 26 tháng 11 năm 1965      | Pháp phóng vệ tinh nhân tạo đầu tiên | France — Astérix                                          | France — Astérix          |
| 15 tháng 12 năm 1965      | Tiếp cận trên quỹ đạo lần đầu tiên, không tiến hành ghép nối. |                                                           | Gemini 6A / Gemini 7-NASA |
| 18 tháng 12 năm 1965      | Kỷ lục 14 ngày con người ở trên quỹ đạo. |                                                           | Gemini 7-NASA             |
| 3 tháng 2 năm 1966        | Lần đầu tiên một tàu vũ trụ hạ cánh mềm lên bề mặt một thiên thể khác-Mặt trăng. Lần đầu tiên chụp ảnh bề mặt Mặt trăng nơi hạ cánh.                                                          | Luna 9                                                    |                           |
| 1 tháng 3 năm 1966        | Lần đầu tiên va chạm với hành tinh khác-sao Kim | Venera 3                                                  |                           |
| 16 tháng 3 năm 1966       | Lần đầu tiến hành ghép nối tàu vũ trụ trên quỹ đạo |                                                           | Gemini 8 / ATV-NASA       |
| 3 tháng 4 năm 1966        | Tàu thăm dò đầu tiên quay quanh một thiên thể-Mặt trăng | Luna 10                                                   |                           |
| 12 tháng 12 năm 1966      | Tàu vũ trụ có người lái lần đầu đạt tới điểm xa nhất kỷ lục trên quỹ đạo, cách Trái đất 1.374 km                                                                                              |                                                           | Gemini 11/ATV-NASA        |
| 12–14 tháng 11 năm 1966   | Lần đầu các phi hành gia tiến hành làm việc ngoài không gian trong 5,5 h. |                                                           | Gemini 12-NASA            |
| 27 tháng 1 năm 1967       | Vụ cháy đầu tiên xảy ra trong cabin huấn luyện trên mặt đất, toàn bộ phi hành đoàn thiệt mạng                                                                                                 |                                                           | Apollo 1                  |
| 24 tháng 4 năm 1967       | Dù hạ cánh không bung, phi hành gia Komarov hy sinh | Soyuz 1                                                   |                           |
| 30 tháng 10 năm 1967      | Lần đầu tiến hành ghép nối giữa hai tàu vũ trụ điều khiển từ xa | Cosmos 186/ Cosmos 188                                    |                           |
| 14-21 tháng 9 năm 1968    | Lần đầu tiên đưa sinh vật sống vào không gian bao gồm 2 con rùa, thực vật, trứng ruồi giấm. Tàu vũ trụ thực hiện bay xung quanh Mặt trăng trước khi quay trở về Trái đất an toàn              | Zond 5                                                    |                           |
| 7 tháng 12 năm 1968       | Vệ tinh quan sát tia cực tím đầu tiên |                                                           | OAO-2-NASA                |
| Ngày 21 tháng 12 năm 1968 | Lần đầu tiên tàu vũ trụ có người lái thực hiện chuyến bay xung quanh Mặt trăng mà không hạ cánh, sau đó trở về Trái đất an toàn.                                                              |                                                           | Apollo 8-NASA             |
| 16 tháng 1, 1969          | Lần đầu tiên thực hiện trao đổi phi hành đoàn trong không gian Lần đầu tiên thực hiện ghép nối hai tàu vũ trụ có người lái                                                                    | Soyuz 4 / Soyuz 5                                         |                           |
| 20 tháng 7 năm 1969       | Lần đầu tiên con người đặt chân lên Mặt trăng Lần đầu tiên thực hiện phóng tàu vũ trụ từ một thiên thể khác ngoài Trái đất.                                                                   |                                                           | Apollo 11-NASA            |
| Ngày 19 tháng 11 năm 1969 | Lần đầu tiên hạ cánh chính xác lên Mặt trăng (Surveyor 3) |                                                           | Apollo 12-NASA            |

## 1970–1975
| Date                      | Event | USSR Mission             | US Mission                |
| ------------------------- | --- | ------------------------ | ------------------------- |
| 14 tháng 4 năm 1970       | Vụ nổ đầu tiên xảy ra trên tàu vũ trụ, phi hành đoàn sống sót. (Jim Lovell, John Swigert, Fred Haise)     |                          | Apollo 13-NASA            |
| 24 tháng 9 năm 1970       | Lần đầu tiên lấy mẫu đất từ tàu tự hành trên một thiên thể khác: Mặt trăng                                | Luna 16                  |                           |
| 23 tháng 11 năm 1970      | Xe tự hành đầu tiên di chuyển trên Mặt trăng                                                              | Lunokhod 1               |                           |
| 12 tháng 12 năm 1970      | Vệ tinh quan sát tia X đầu tiên                                                                           |                          | Uhuru (satellite)-NASA    |
| 15 tháng 12 năm 1970      | Lần đầu hạ cánh tàu thăm dò trên một hành tinh khác. (Sao Kim) Lần đầu truyền tín hiệu từ hành tinh khác. | Venera 7                 |                           |
| Ngày 19 tháng 4 năm 1971  | Trạm vũ trụ đầu tiên có người lái.                                                                        | Salyut 1                 |                           |
| Ngày 29 tháng 6 năm 1971  | Đài quan sát thiên văn đầu tiên có người lái. Kỷ lục 28 ngày trên quỹ đạo.                                | Soyuz 11 / Salyut 1      |                           |
| Ngày 29 tháng 6 năm 1971  | Phi hành đoàn đầu tiên và duy nhất tử vong trong vũ trụ do giảm áp trong cabin                            | Soyuz 11                 |                           |
| Ngày 31 tháng 7 năm 1971  | Xe tự hành đầu tiên được lái trực tiếp bởi phi hành gia trên Mặt trăng.                                   |                          | Apollo 15-NASA            |
| Ngày 5 tháng 8 năm 1971   | Lần đầu tiên đi bộ trong không gian sâu.                                                                  |                          | Apollo 15 NASA            |
| 14 tháng 11 năm 1971      | Tàu thăm dò đầu tiên bay xung quanh sao Hỏa.                                                              |                          | Mariner 9-NASA            |
| 27 tháng 11 năm 1971      | Lần đầu tiên va chạm vệ tinh vào bệ mặt sao Hỏa.                                                          | Mars 2                   |                           |
| Ngày 2 tháng 12 năm 1971  | Lần đầu tiên hạ cánh tàu thăm dò xuống sao Hỏa, lần đầu tiên tín hiệu từ sao Hỏa truyền về Trái đất.      | Mars 3                   |                           |
| 3 tháng 3 năm 1972        | Vệ tinh đầu tiên của con người được phóng lên thăm dò bên ngoài hệ mặt trời.                              |                          | Pioneer 10-NASA           |
| Ngày 15 tháng 7 năm 1972  | Pioneer 10 đi vào vành đai tiểu hành tinh và rời khỏi vùng trong của hệ mặt trời.                         |                          | Pioneer 10-NASA           |
| Ngày 9 tháng 11 năm 1972  | Vệ tinh trong nước được vận hành thương mại đầu tiên trên quỹ đạo địa tĩnh                                | Canada — Anik A1-Telesat | Canada — Anik A1-Telesat  |
| Ngày 15 tháng 11 năm 1972 | Vệ tinh quan trắc tia gamma đầu tiên trên quỹ đạo                                                         |                          | SAS-2-NASA                |
| 25 tháng 5 năm 1973       | Kỷ lục 28 ngày trên quỹ đạo.                                                                              |                          | Skylab 2-NASA             |
| 28 tháng 7 năm 1973       | Kỷ lục 56 ngày trên quỹ đạo.                                                                              |                          | Skylab 3-NASA             |
| 16 tháng 11 năm 1973      | Kỷ lục 84 ngày trên quỹ đạo.                                                                              |                          | Skylab 4-NASA             |
| 3 tháng 12 năm 1973       | Lần đầu vệ tinh bay qua sao Mộc.                                                                          |                          | Pioneer 10-NASA           |
| Ngày 5 tháng 2 năm 1974   | Lần đầu tiên lợi dụng trọng lực của hành tinh khác trong phóng tàu vũ trụ (Bay qua sao Kim).              |                          | Mariner 10-NASA           |
| 29 tháng 3 năm 1974       | Bay qua sao Thủy.                                                                                         |                          | Mariner 10-NASA           |
| Tháng 5 năm 1974          | Phóng tên lửa N-1 thất bại, chương trình tên lửa N-1 bị hủy bỏ                                            | N-1/Soyuz 7K-L3          |                           |
| Ngày 15 tháng 7 năm 1975  | Sứ mệnh vũ trụ đầu tiên có sự tham gia của Mỹ và Liên Xô                                                  | Soyuz 19                 | Apollo–Soyuz Test Project |

## 1976–1991
| Date                      | Event | USSR Mission               | US Mission                 |
| ------------------------- | --- | -------------------------- | -------------------------- |
| 12 tháng 8 năm 1977       | Chuyến bay thử nghiệm tiếp cận và hạ cánh đầu tiên của Tàu con thoi                                                                               |                            | Approach and Landing Tests |
| Ngày 12 tháng 4 năm 1981  | Chuyến bay thử nghiệm trên quỹ đạo đầu tiên của Tàu con thoi                                                                                      |                            | STS-1                      |
| 12 tháng 11 năm 1981      | Chuyến bay đầu tiên của Spacelab trên tàu con thoi                                                                                                |                            | STS-2                      |
| 10 tháng 11 năm 1985      | Chuyến bay thử nghiệm ghép nối và hạ cánh đầu tiên của tàu con thoi Buran.                                                                        | OK-GLI                     |                            |
| 28 tháng 1 năm 1986       | Thảm họa tàu con thoi Challenger. |                            | STS-51-L                   |
| 19 tháng 2 năm 1986       | Bắt đầu phóng mô đun đầu tiên lắp ghép trạm không gian Mir.                                                                                       | Mir Core Module            |                            |
| 10 tháng 12 năm 1986      | Buran lần đầu tiên bay thử nghiệm hạ cánh và ghép nối tự động.                                                                                    |                            |                            |
| Ngày 15 tháng 5 năm 1987  | Lần đầu phóng thành công tên lửa siêu nặng; tên lửa đẩy đầu tiên của Liên Xô sử dụng nhiên liệu hydro lỏng.                                       | tên lửa đẩy Energia-Polyus |                            |
| 15 tháng 11 năm 1988      | Buran thực hiện chuyến bay quỹ đạo tự động cùng với phương tiện phóng.                                                                            | tên lửa đẩy Energia-Buran  |                            |
| Ngày 31 tháng 12 năm 1991 | Liên hợp quốc chấp nhận sự thay thế Liên Xô bằng Liên Bang Nga; chương trình tên lửa Energia và tàu con thoi Buran bị hủy bỏ do thiếu vốn đầu tư. |                            |                            |